# Saint-Clément (Cantal)
Pour les articles homonymes, voir Saint-Clément.
Saint-Clément est une commune française située dans le département du Cantal, en région Auvergne-Rhône-Alpes.

## Géographie
Saint-Clément est dans le centre sud du Cantal, dans le sud du parc naturel régional des volcans d'Auvergne et à 32 km au nord-ouest du parc naturel régional de l'Aubrac. Son chef-lieu de canton Vic-sur-Cère est à 8 km à l'ouest et sa préfecture Aurillac est à 28 km au sud-ouest.
L'autoroute A75 est à l'est, avec la plus proche entrée-sortie « Saint-Flour » à 63 km.
Le territoire de la commune est très allongé dans le sens sud-ouest / nord-est. L'altitude la plus élevée est à l'extrémité de la pointe nord avec 1 550 m d'altitude près du sommet du Puy Gros. Le point le plus bas est à 780 m d'altitude près de la confluence du ruisseau de Tayrieu avec le Goul, pointe sud de la commune. Presque toute la limite de commune côté sud-est suit la vallée du Goul, profonde et avec des pentes très marquées (230 m de dénivellation sur 550 m linéaires entre le sommet de Roquemourre à 1 100 m d'altitude et le hameau de la Roque Vieille en fond de vallée à 870 m d'altitude).
La commune de Saint-Clément, traversée par le 45e parallèle nord, est de ce fait située à égale distance du pôle Nord et de l'équateur terrestre (environ 5 000 km).

### Communes limitrophes

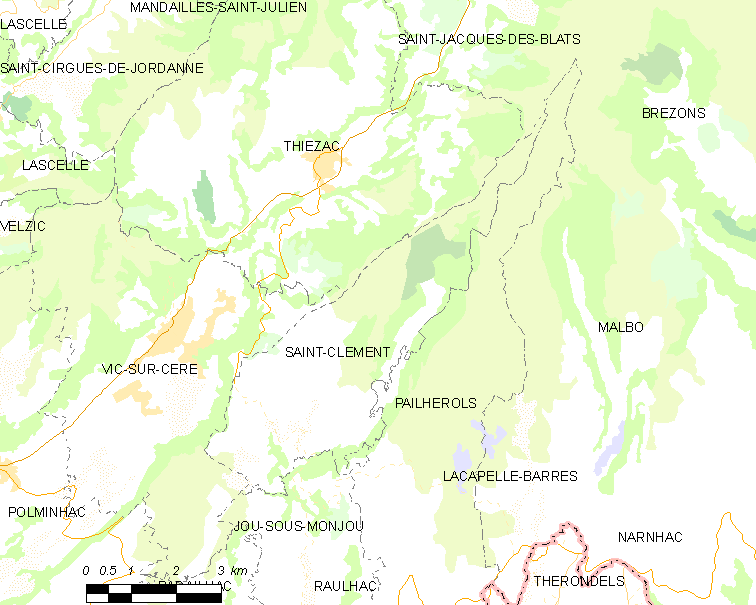
La commune

### Hydrographie
Le Goul prend sa source dans le nord de la commune et coule vers le sud-ouest, traversant tout le territoire communal pour en sortir à l'extrémité sud près du bois de Corbière.
Trois petits cours d'eau arrosent la partie sud de la commune. Ils prennent tous source sur la commune et se réunissent avant de confluer avec le Goul. Ce sont, d'est en est, le ruisseau de Corbière, le ruisseau de Saint-clément et le ruisseau de Goulaize.

### Climat
Pour des articles plus généraux, voir Climat d'Auvergne-Rhône-Alpes et Climat du Cantal.
En 2010, le climat de la commune est de type climat de montagne, selon une étude du CNRS s'appuyant sur une série de données couvrant la période 1971-2000. En 2020, Météo-France publie une typologie des climats de la France métropolitaine dans laquelle la commune est exposée à un climat de montagne ou de marges de montagne et est dans la région climatique  Ouest et nord-ouest du Massif Central, caractérisée par une pluviométrie annuelle de 900 à 1 500 mm, maximale en automne et en hiver. 
Pour la période 1971-2000, la température annuelle moyenne est de 8,6 °C, avec une amplitude thermique annuelle de 15,3 °C. Le cumul annuel moyen de précipitations est de 1 800 mm, avec 13 jours de précipitations en janvier et 9,5 jours en juillet. Pour la période 1991-2020, la température moyenne annuelle observée sur la station météorologique de Météo-France la plus proche, sur la commune de Marmanhac à 14 km à vol d'oiseau, est de 10,6 °C et le cumul annuel moyen de précipitations est de 1 461,7 mm,. Pour l'avenir, les paramètres climatiques de la commune estimés pour 2050 selon différents scénarios d'émission de gaz à effet de serre sont consultables sur un site dédié publié par Météo-France en novembre 2022.

## Urbanisme

### Typologie
Au 1er janvier 2024, Saint-Clément est catégorisée commune rurale à habitat très dispersé, selon la nouvelle grille communale de densité à 7 niveaux définie par l'Insee en 2022.
Elle est située hors unité urbaine. Par ailleurs la commune fait partie de l'aire d'attraction d'Aurillac, dont elle est une commune de la couronne,. Cette aire, qui regroupe 85 communes, est catégorisée dans les aires de 50 000 à moins de 200 000 habitants,.

### Habitat et logement
En 2018, le nombre total de logements dans la commune était de 72, alors qu'il était de 69 en 2013 et de 73 en 2008.
Parmi ces logements, 46 % étaient des résidences principales, 38,9 % des résidences secondaires et 15,1 % des logements vacants. Ces logements étaient pour 93,4 % d'entre eux des maisons individuelles et pour 6,6 % des appartements.
Le tableau ci-dessous présente la typologie des logements à Saint-Clément en 2018 en comparaison avec celle du Cantal et de la France entière. Une caractéristique marquante du parc de logements est ainsi une proportion de résidences secondaires et logements occasionnels (38,9 %) supérieure à celle du département (20,4 %) et à celle de la France entière (9,7 %). Concernant le statut d'occupation de ces logements, 78,8 % des habitants de la commune sont propriétaires de leur logement (83,3 % en 2013), contre 70,4 % pour le Cantal et 57,5 pour la France entière.
| Typologie                                               | Saint-Clément | Cantal | France entière |
| ------------------------------------------------------- | ------------- | ------ | -------------- |
| Résidences principales (en %)                           | 46            | 67,7   | 82,1           |
| Résidences secondaires et logements occasionnels (en %) | 38,9          | 20,4   | 9,7            |
| Logements vacants (en %)                                | 15,1          | 11,9   | 8,2            |

## Histoire

### Les Hospitaliers
Jusqu'à la Révolution française, les Hospitaliers de la commanderie de Carlat percevaient une rente sur le bourg de Saint-Clément, ce qui signifie qu'ils avaient concédé en fief cette seigneurie. La paroisse quant à elle ne semble pas avoir été sous la juridiction de la commanderie et dépendait donc directement du diocèse de Saint-Flour. On ignore en revanche si cette possession remonte à la période templière de la commanderie de Carlat.

### XVIIIesiècle
La montagne du Clos, dans la pointe nord de la commune en rive droite (côté ouest) du Goul, est de nos jours désertée. Mais plusieurs documents (archives privées du château de Pesteils sur Polminhac, un plan géométrique de 1782, quelques actes notariés) renseignent sur l'histoire de cette montagne et ses alentours depuis le milieu du XVIe siècle. Huit structures d'habitat semi-enterrées du XVIIIe siècle y sont recensées en 2013.
Au cours de la période révolutionnaire de la Convention nationale (1792-1795), la commune a porté le nom de Clément-Belle-Visite.

## Politique et administration
| Période                                  | Période    | Identité               | Étiquette | Qualité |
| ---------------------------------------- | ---------- | ---------------------- | --------- | ------- |
| Les données manquantes sont à compléter. |            |                        |           |         |
| mars 2001                                | avril 2014 | André Teissedre        |           |         |
| avril 2014                               | mai 2020   | Christian Gregoir      | DVD       |         |
| mai 2020                                 | En cours   | Jean-Baptiste Amilhaud |           |         |

## Démographie
L'évolution du nombre d'habitants est connue à travers les recensements de la population effectués dans la commune depuis 1793. Pour les communes de moins de 10 000 habitants, une enquête de recensement portant sur toute la population est réalisée tous les cinq ans, les populations de référence des années intermédiaires étant quant à elles estimées par interpolation ou extrapolation. Pour la commune, le premier recensement exhaustif entrant dans le cadre du nouveau dispositif a été réalisé en 2005.

En 2022, la commune comptait 78 habitants, en évolution de +4 % par rapport à 2016 (Cantal : −1,08 %, France hors Mayotte : +2,11 %).
| 1793 | 1800 | 1806 | 1821 | 1831 | 1836 | 1841 | 1846 | 1851 |
| ---- | ---- | ---- | ---- | ---- | ---- | ---- | ---- | ---- |
| 431  | 445  | 513  | 646  | 672  | 667  | 592  | 529  | 487  |

| 1856 | 1861 | 1866 | 1872 | 1876 | 1881 | 1886 | 1891 | 1896 |
| ---- | ---- | ---- | ---- | ---- | ---- | ---- | ---- | ---- |
| 491  | 487  | 497  | 516  | 522  | 517  | 477  | 449  | 420  |

| 1901 | 1906 | 1911 | 1921 | 1926 | 1931 | 1936 | 1946 | 1954 |
| ---- | ---- | ---- | ---- | ---- | ---- | ---- | ---- | ---- |
| 434  | 439  | 385  | 319  | 302  | 285  | 287  | 240  | 232  |

| 1962 | 1968 | 1975 | 1982 | 1990 | 1999 | 2005 | 2006 | 2010 |
| ---- | ---- | ---- | ---- | ---- | ---- | ---- | ---- | ---- |
| 220  | 185  | 172  | 136  | 107  | 80   | 72   | 74   | 64   |

| 2015 | 2020 | 2022 | - | - | - | - | - | - |
| ---- | ---- | ---- | - | - | - | - | - | - |
| 74   | 75   | 78   | - | - | - | - | - | - |

## Culture locale et patrimoine

### Lieux et monuments
- L'église paroissiale Saint-Ferréol ou Saint-Clément a une nef voûtée d'ogives et un chœur qui constituent deux entités séparées, l'une antérieure à l'autre. Le mur ouest témoigne d'une nef antérieure dont, la première transformation date du XIIe ou XIIIe siècle avec ajout d'un chœur à deux travées et d'un clocher-peigne. Au XIVe siècle, la nef voûtée d'ogives est couverte d'un toit à deux longs pans et se voit ajouter un portail sud. Puis, adjonction de quatre chapelles : deux à vocation seigneuriale, deux destinées au culte. La première mention de l'édifice remonte à 1266, époque où il existait un prieuré ; le chœur date probablement de la fin du 3e quart du XIIIe siècle alors que la nef porte la date de 1402 à la clef de voûte de la 1re travée ; les chapelles latérales ont dû être ajoutées durant le 1er quart du XVe siècle ; en 1757 restauration du toit et du clocher par Géraud Courtet, maître charpentier, de Vic-sur-Cére.
- Curebourse, lieu d'un ancien péage sur la route de Carlat à Murat, vue panoramique remarquable.
- La Roque, hameau et château de la Rocque aujourd'hui disparu, lieu d'origine de la famille de François de La Rocque.
- Monument aux morts de la guerre 1914-1918. Le projet de son installation date de septembre 1923.

Les morts :
-1914 :
Louis Veyreveze, 
Jean-Marie Riom, 
Jean-Marie Berger, 
Auguste Riom.
-1915 :
Auguste Testeil, 
François Martres.
-1916 :
Pierre Lavigne, 
François Riom, 
Mathieu Troupel, 
Félix Laborie.
-1917 :
Jules Dupeyron, 
Pierre Charbonnel, 
Antonin Cambon.
-1918 :
Antonin Amilhau, 
Pierre Mahnes, 
Albert Cambon, 
Pierre Mas.
Paix aux âmes de ces héros, leur courage mérite d'être reconnu.

### Personnalités liées à la commune
- Le colonel François de La Rocque y est enterré.